# قصاب (فیلم ۲۰۰۹)
قصاب (به انگلیسی: The Butcher) یک فیلم سینمایی اکشن آمریکایی محصول سال ۲۰۰۹ به کارگردانی جسی وی. جانسون است. از بازیگران این فیلم می‌توان به اریک رابرتز اشاره کرد.